# النس‌ورس (کالیفرنیا)
النس‌ورس، کالیفرنیا (به انگلیسی: Allensworth, California) یک منطقهٔ مسکونی در ایالات متحده آمریکا است که در کالیفرنیا واقع شده‌است.

## خصوصیات
النس‌ورس ۸٫۰۳۵ کیلومترمربع مساحت و ۴۷۱ نفر جمعیت دارد و ۶۴٫۹۲ متر بالاتر از سطح دریا واقع شده‌است.